# Хикман (Калифорнија)
Хикман (енгл. Hickman) насељено је место без административног статуса у америчкој савезној држави Калифорнија.

## Демографија
По попису из 2010. године број становника је 641, што је 184 (40,3%) становника више него 2000. године.
| Група             | 2000.       | 2010.       |
| Белци             | 352 (77,0%) | 430 (67,1%) |
| Афроамериканци    | 0 (0,0%)    | 1 (0,2%)    |
| Азијати           | 1 (0,2%)    | 4 (0,6%)    |
| Хиспаноамериканци | 84 (18,4%)  | 180 (28,1%) |
| Укупно            | 457         | 641         |